# Цорой
Цо́ро́й (ингуш. Цхьо́рой, чечен. Цхьорой) — ингушский тайп с родовым селом Цори. Тейп Цорой включает в себя около 30 фамилий/патронимий.

## История
Тейп Цорой среди основных ингушских тейпов называет чеченский исследователь, доктор филологических наук, К. З. Чокаев. Наименование тейпа («Цхьорой») он связывает с названием родового селения тейпа — Цори («Цхьоре») (верховья реки Гулойхи, Джейрахский район, Ингушетия). Этимология названия он считает точно неизвестна. Другой чеченский исследователь-краевед А. С. Сулейманов считал, что этимологическая основа «Цхьорой», возможно связана с «цхьар» — кольчужная сетка шлема, закрывающая лицо и шею воина.

## Состав
Тейп Цорой включает в себя следующие ингушские патронимии/некъи:
| Амиевы Аминаькъан                     | Бадиевы Баденаькъан           | Батыговы Батиганаькъан          | Батыровы Баьтаранаькъан                        | Бекботовы Бекботанаькъан |
|                                       |                               | Бурсаговы                       |                                                |                          |
| Берсановы Берсанаькъан                | Бисаевы Бисанаькъан           | Бобхоевы/Бапхоевы               | Ганижевы ГӀаьнажанаькъан                       | Гемиевы …                |
|                                       |                               |                                 | Татиевы • Таьтанаькъан Хасиевы • Хасенаькъан   |                          |
| Даурбековы/Доурбековы Доврбиканаькъан | Дзагиевы/Загиевы ЗагӀенаькъан | Дзангиевы/Зангиевы Зангенаькъан | Дзейтовы/Зейтовы Дзейтанаькъан                 | Дзугаевы/Дзугиевы …      |
|                                       |                               |                                 |                                                |                          |
| Мейриевы Мейренаькъан                 | Миниевы …                     | Мякиевы Маькенаькъан            | Могушковы Могушканаькъан                       | Тебоевы Тебонаькъан      |
|                                       |                               |                                 | Арсамаковы • Арсмаканаькъан/Фаланаькъан        |                          |
| Точиевы Тоачанаькъан                  | Ханакиевы Ханкенаькъан        | Хатаевы …                       | Хашиевы Хаьшанаькъан                           | Цунтоевы ЦӀунтонаькъан   |
|                                       |                               |                                 | Батажевы • Батажанаькъан Битиевы • Битенаькъан |                          |
| Чагиевы/Чегиевы ЧхьагӀийнаькъан       | Чариевы/Чориевы Чоранаькъан   |                                 |                                                |                          |
|                                       |                               |                                 |                                                |                          |